# Byllis proxima
Byllis proxima är en insektsart som beskrevs av Berg 1879. Byllis proxima ingår i släktet Byllis och familjen Flatidae. Inga underarter finns listade i Catalogue of Life.